# Danuta Rode
Danuta Rode – polska psycholog, dr hab., profesor nadzwyczajny Wydziału Zamiejscowego w Katowicach SWPS Uniwersytetu Humanistycznospołecznego z siedzibą w Warszawie.

## Życiorys
Obroniła pracę doktorską, następnie uzyskała stopień doktora habilitowanego. Otrzymała nominację profesorką. Została zatrudniona na stanowisku adiunkta w Katedrze Pedagogiki na Wydziale Ekonomicznym i Społecznym Śląskiej Wyższej Szkole Zarządzania im. gen. Jerzego Ziętka w Katowicach oraz w Instytucie Psychologii na Wydziale Pedagogiki i Psychologii Uniwersytetu Śląskiego w Katowicach.
Objęła funkcję profesora nadzwyczajnego Wydziału Zamiejscowego w Katowicach SWPS Uniwersytetu Humanistycznospołecznego z siedzibą w Warszawie.